# Platylabus tibialis
Platylabus tibialis là một loài tò vò trong họ Ichneumonidae.